# Matryki
Matryki (sanskr. मातृका, trl. mātṝkā, ang. Matrikas, „matki”, „mateczki”) – hinduistyczne boginie występujące w grupach. Ich starszym grupom (matrygana, trl. mātṛgaṇa) przypisywano niearyjskie pochodzenie i powiązania z plemionami żyjącymi na obszarach górskich Indii, jednak z czasem upowszechnił się kult grup matek o imionach małżonek popularnych bogów hinduistycznych (saptamatryka).

## Liczebność
Istnieją źródła mówiące o niezliczonej ilości takich boskich matek. Jednak najpopularniejsza ich grupa w Indiach liczy siedem postaci, natomiast w Nepalu – osiem. Spotyka się też grupy złożone z szesnastu matryk.

### Asztamatryka
Katmandu:
1. Pasikwa Ajima
2. Lunmari Ajima
3. Fibwa Ajima
4. Nai Ajima
5. Kanga Ajima
6. Lunti Ajima
7. Thanbahi Ajima
8. Chandralakhu Ajima

### Szodaśimatryka
Listy opisujące grupę szesnastu (Ṣhoḍaśi) matek zawierają przykładowo postacie:
1. Gauri, Padma, Saći, Medha, Sawitri, Widźaja, Dźaja, Dewasena, Swaha, Swadha, Matri, Lokamatar, Dhryti, Puszti, Tuszti, Kuladewata[3]
2. Gouri, Padma, Saći, Medha, Sawitri, Widźaja, Dźaja, Dewasena, Swadha, Swaha, Mataro, Lokamatrah, Hrystih, Pustistatha, Tusti, Atmakuladewata[4].

### Alfabet
Matryka jako bogini ucieleśniona przez w głoski alfabetu (sanskryt) posiada pięćdziesiąt form.

## Recepcja w literaturze hinduistycznej
- Mahabharata nadmienia o lokasya mātaraḥ – „matkach świata” w Księdze leśnej, opisując Indrę i nowo narodzonego Karttikeję.
- Purany opisuja matryki jako towarzyszki Dewi, pomagające jej w walce z demonami[6].